# Medusa Deluxe EP
Medusa Deluxe EP è il secondo EP del rapper italiano Vale Lambo, pubblicato il 22 giugno 2018 dalla Virgin Records.

## Descrizione
Medusa Deluxe EP è il secondo EP del rapper. L'EP è costituito da cinque brani, tra cui Medusa RMX (remix della traccia Medusa, contenuta nell'album Angelo), realizzato insieme al rapper Gué Pequeno.

## Tracce
Testi di Valerio Apice, eccetto dove indicato.
1. Medusa RMX (feat. Gué Pequeno) – 3:56 (testo: Valerio Apice, Cosimo Fini – musica: Mattia Piras)
2. Patrizio – 3:13 (musica: Nicola Vignola)
3. Ti amo – 3:26 (musica: Massimo D'Ambra, Mattia Piras)
4. Español – 3:02 (musica: Mattia Piras)
5. Nessuno – 3:45 (musica: Mattia Piras)

## Formazione
Musicisti
- Vale Lambo – voce
- Gué Pequeno – voce aggiuntiva (traccia 1)

Produzione
- Mattbeatz – produzione (traccia 1, 3, 4 e 5)
- Niko Beatz – produzione (traccia 2)
- Max D'Ambra – produzione (traccia 3)